# ヴィアー・フェイン (第5代ウェストモーランド伯爵)
第5代ウェストモーランド伯爵ヴィアー・フェイン（英語: Vere Fane, 5th Earl of Westmorland、1678年5月25日 – 1699年5月19日）は、イングランド王国の貴族。1678年から1691年までヴィアー・フェイン閣下の儀礼称号を、1691年から1693年までル・ディスペンサー卿の儀礼称号を使用した。

## 生涯
第4代ウェストモーランド伯爵ヴィアー・フェインとレイチェル・ベンス（1653年11月13日 – 1711年2月6日、ジョン・ベンスの娘）の次男（長男ジョンは夭折）として、1678年5月25日に生まれ、6月9日にメレワース城で洗礼を受けた。1693年12月29日に父が死去すると、ウェストモーランド伯爵位を継承した。1690年ごろよりイートン・カレッジで教育を受けており、父の死後はデン・ハーグで教育を受けた。
1697年5月30日にライフ・ガーズ第1中隊に騎兵少尉（cornet）として入隊した。1698年1月から6月まで初代ポートランド伯爵ウィリアム・ベンティンクが在フランスイングランド大使としてパリに滞在したとき、ウェストモーランド伯爵はポートランド伯爵に随行した。
舞踏会で熱病にかかり、1699年5月19日に生涯未婚のまま死去、5月23日にメレワース城で埋葬された。弟トマスが爵位を継承した。